# Operation Odyssey Dawn
Operation Odyssey Dawn var det amerikanska kodnamnet deltagande i den libyska flygförbudszonen som utförs av en koalition förstärkt av FN:s säkerhetsråds resolution 1973 och lett av amerikanska styrkor. Storbritanniens motsvarighet heter Operation Ellamy, Frankrikes Opération Harmattan och Kanadas Operation MOBILE. Den 31 mars avslutades Operation Odyssey Dawn, då Nato övertog befälet och operationen övergick till Operation Unified Protector.

## Bakgrund
Den flygfria zonen föreslogs under protesterna i Libyen 2011 för att förhindra regeringsstyrkor lojala till Muammar Gaddafi från att utföra luftburna attacker mot oppositionsstyrkor. Flera länder har förberett sig för att vidta omedelbara militära åtgärder, efter en konferens i Paris den 19 mars 2011. Flera operationer sattes igång samma dag, i och med att USA och andra koalitionsstyrkor utförde flera angrepp med Tomahawkrobotar och luftangrepp nära Benghazi. Koalitionsstyrkornas mål är att upprätta en flygförbudszon och förstöra lojala styrkor som hotar civila. USA planerar att ge befälet över operationen till NATO och istället uppta en stödjande roll efter några dagar, men diplomatiska försök (med förslag som föreslår att hålla politiskt och strategiskt befäl i händerna av små nationsgrupper) att arrangera ett överlämnande har misslyckats än så länge.

## Befäl
Det strategiska befälet av operationen fördes av general Carter Ham, militärbefälhavare över United States Africa Command i Stuttgart. Det taktiska befälet fördes av amiral Sam Locklear, befälhavare över United States Naval Forces Europe ombord på fartyget USS Mount Whitney i Medelhavet.

## Händelseförlopp
- Dag 1: 19 mars 2011

Allierade styrkor inledde övervakningsoperationer, luftburna attacker och robotar riktade mot libyska militära mål. USA:s försvarsdepartement rapporterade att den första salvan omfattade omkring 110 Tomahawkrobotar mot Gadaffiregimens luftförsvar. USA:s försvarsdepartement rapporterade att försvagningen av Libyens förmåga att stoppa förstärkningarna av FN:s flygfria zon är ett första steg i operationen.
- Dag 2: 20 mars 2011

Avfyrningar riktade mot flygplan bröt ut i Tripoli omkring 2:33 på morgonen libysk tid. 3 B-2-bombare släppte 40 bomber på ett större libyskt flygfält. Samtidigt utförde det amerikanska flygvapnet uppdrag sökandes efter libyska markstyrkor att attackera. Inga amerikanska flygplan förlorades under uppdragen. Krigsflygplanen inkluderade Harrier, som attackerade Gaddafivänliga markstyrkor, B-2 stealth-bombplan, och jaktflygplanen F-15 och F-16. Amiral Mike Mullen, USA:s försvarschef, konstaterade att det skulle bli fortsatt allierat luftskydd över Benghazi, och att flygförbudszonen pågår. En EC-130J varnade libyska skepp att "om ni försöker lämna hamnen, kommer ni attackeras och förstöras omedelbart" på arabiska, franska och engelska.
- Dag 3: 21 mars 2011

Alla fasta platser för SA-2 Guideline, SA-3 Goa och S-200 togs ut. Bara SA-6 Gainful, handburna SA-7 Grail och SA-8 Gecko var fortfarande ett möjligt hot mot flygplan. Under dagens första timmar förstördes en byggnad i Gaddafis förläggning i Tripoli av en kryssningsrobot. Ytterligare tolv kryssningsrobotar avfyrades mot befäl- och flygförsvarsplatser.
- Dag 4: 22 mars 2011

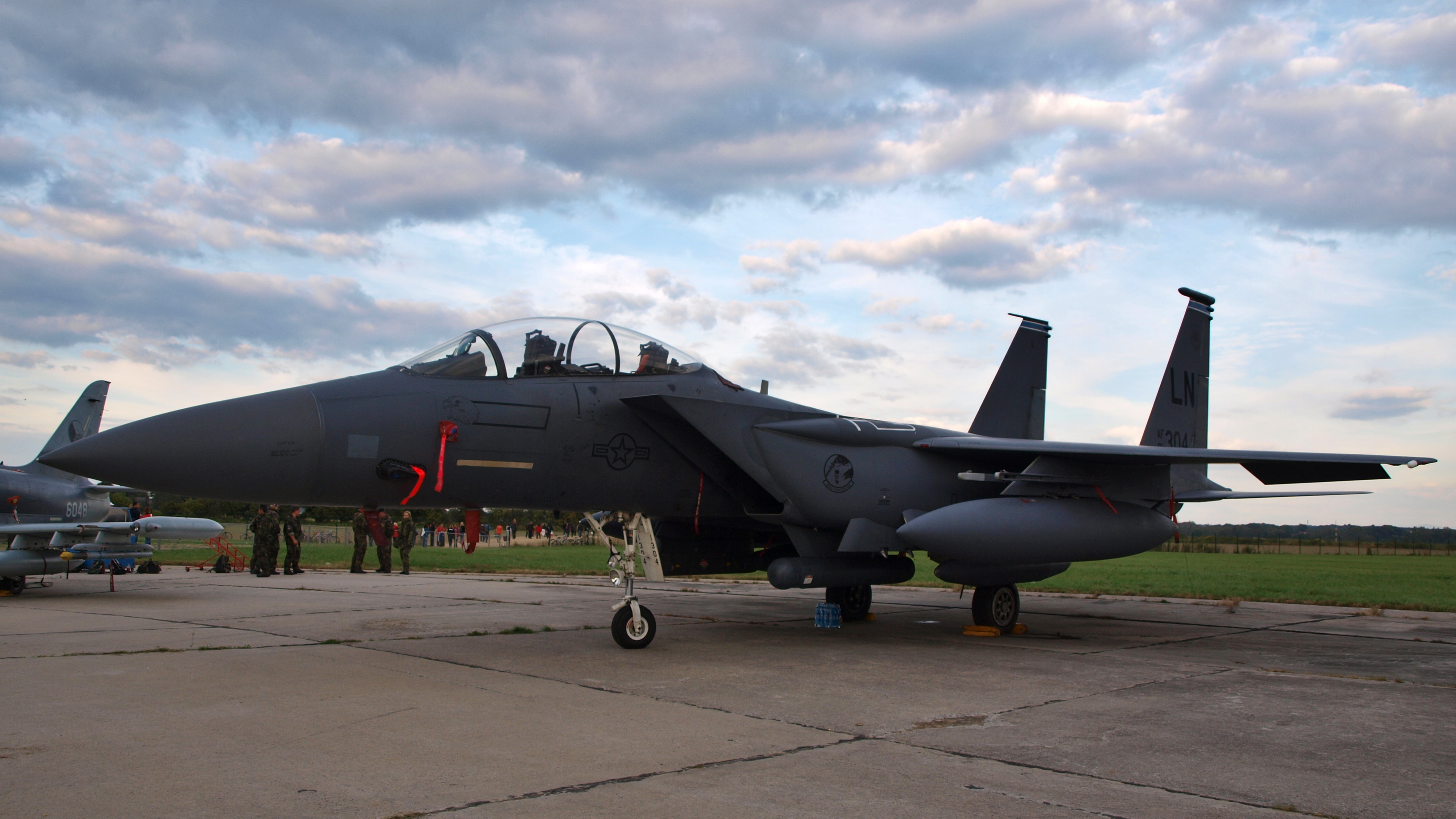
Flygplanet F-15E '91-0304/LN' vid Dny NATO i Ostrava, Tjeckien, ett halvår före. Hennes besättning slungades ut och räddades.

Omkring 22:30 CET, på kvällen den 21 mars, störtade ett amerikanskt flygplan, US F-15E 91-0304, som verkade från Aviano Air Base, omkring 40 km sydväst om Benghazi. Båda besättningsmännen slungades ut på hög höjd och var därefter separerade. En MV-22 Osprey, stödd av två AV-8B, två CH-53E Super Stallion, och en KC-130J Hercules från 26:e MEU, hämtade först in piloten, medan vapenofficeren hämtades in senare efter att ha räddats av rebellstyrkor i området. Två harrier som ackompanjerade räddningsstyrkorna släppte två bomber på begärn av den utslungade piloten, innan MV-22 landade i ett försök att avskräcka en oidentifierbar grupp av människor som begav sig mot området. Storbritannien hjälpte till i utkanten av räddningsarbetet.
Sex lokala bybor, däribland en ung pojke, rapporterades ha skadats av gevärseld från de räddande amerikanska styrkorna,  även om en talesman ombord på USS Kearsarge förnekade att skott hade avfyrats: "The Osprey is not armed, and the Marines barely got off the aircraft. I was in the landing center the whole time, where we were monitoring what was going on, and firing was never reported". Källor från Pentagon rapporterades senare ha bekräftat skotten. De civila offrens ursprung undersöks fortfarande. Under natten bombade USA vraket av den störtade F-15E "för att förhindra att material kommer i fel händer" 
- Dag 13: 31 mars 2011

Var den sista dagen som Operation Odyssey Dawn var aktiv, då Nato övertog befälet kl 06.00 den 31 mars 2011 och hela operationen fick det gemensamma namnet Operation Unified Protector.